# Sōjutsu
Sōjutsu (槍術, a volte yarijutsu) è l'arte marziale giapponese di combattere con le lance (in giapponese yari, 槍).
Molto praticata nelle scuole di bujutsu tradizionali (koryū), spesso all'interno di un programma più vasto.
| Controllo di autorità | GND (DE) 4689641-7 · NDL (EN, JA) 00575362 |